# Storlogen för Fria och Antagna Murare i Finland
Storlogen för Fria och Antagna Murare i Finland (finska: Suomen Vapaiden ja Oikeutettujen Muurarien Suurloosi) är storlogen för majoriteten av  Finlands frimurare. Den har cirka 7.000 medlemmar i 170 loger. De flesta loger arbetar på finska, flera på svenska och en vardera på engelska och tyska.
I Sverige har Storlogen för Fria och Antagna Murare i Finland sedan september 2013 logen F.&A.M. Logen Telge Nr 169 i Södertälje som arbetar på svenska och tar emot medlemmar från hela landet. Logen hemvist är frimurarhuset  Igelsta gård. När medlemsunderlaget tillåter kommer fler loger i Sverige att bildas.  F.&A.M Logen Donatus nr 174 sammanträder i Lund.   Sedan 1972 sammanträder logen Tornia nr 62 i Haparanda, men på finska.
Tillåter manliga medlemmar som tror på ett Högsta Väsen. Arbetet i de tre mästargraderna sker efter den finska ritualen som har sitt ursprung i Webb-ritualen.

## Historia
Frimureri fanns i Finland mellan 1758 och 1813 då det förbjöds efter det att Finland anslutits till Ryska kejsardömet.  I början av 1900-talet började individer arbeta för att återinföra frimureriet i Finland. Finländare som var medlemmar i svenska loger hade redan 1908 inlett en tradition då man samlades vid den finske frimuraren Fredrik Granatenhjelm  grav för att lägga ner blommor. 1913 grundades en stiftelse uppkallad efter Fredrik Granatenhjelm.  Denna verkade för frimureriets återinförande till Finland. Till en början var tanken att frimureriet skulle återinföras från Sverige och förhandlingar om detta hölls i Stockholm, men från svenskt håll fanns en motvilja. 
Efter Finlands självständighet 1917 växte hoppet om att kunna återinföra frimureriet. 1918 försökte finska frimurare med grader från Sverige bilda en finsk brödraförening, men begäran avslogs. Den finska affärsmannen V.M.J. Viljanen tog ett eget initiativ och uppvaktade de svenska frimurarna, men möttes av ointresse. Han kontaktade också de norska och danska storlogerna och den danska storlogen visade till slut intresse för att hjälpa finnarna att återinföra frimureriet. Men vid den tidpunkten hade Viljanen fått kontakt med återvändande finländska emigranter från USA som var frimurare och tog tillbaka sin förfrågan till Storlogen i Danmark. 
Av de immigranter som återvände från USA var J.E. Tuokkola, medlem av Brighton Park Lodge No. 854 i Chicago och Toivo H. Nekton, Past Master i Greenwood Lodge No. 569 i New York de mest drivande att återinföra frimureriet till Finland. Det föll på Nektons lott att kontakta Storlogen för Fria och Antagna Murare i delstaten New York och be om hjälp med att stifta loger i Finland.
1922 invigdes den första logen i Helsingfors, under storlogen av New York. Bland medlemmarna fanns bland andra Jean Sibelius som senare kom att komponera frimurerisk ritualmusik. 1923 invigdes den andra logen i Tammerfors och den tredje i Åbo. Då Finland nu hade de tre loger som krävdes för att starta en storloge så skickades en ansökan om det till storlogen i New York. Den godkändes och Storlogen för Fria och Antagna Murare i Finland invigdes år 1924. 

## Tilläggsgrader och ordnar
Det finns vidare ett flertal tilläggsgrader och ordnar där innehavare av mästargraden kan utvecklas. Dessa organiseras dock inte av Storlogen utan har egna organisationer.  Till skillnad från de tre så kallade blågraderna har inte tilläggsgraderna hämtats från USA utan från Storbritannien. Det finns till exempel:
- Märkesmästare
- Royal Arch
- Rose Croix (Den Urgamla och Antagna Skotska Riten)
- Tempelherrarnas grad
- Malteserriddarnas grad.